# Francisco de Assis Gabriel dos Santos
Francisco de Assis Gabriel dos Santos, C.Ss.R. (Esperança, 5 de fevereiro de 1968) é um prelado católico brasileiro, bispo de Cajazeiras.

## Biografia

### Vida sacerdotal
Nasceu no município de Esperança, no estado brasileiro da Paraíba no dia 05 de fevereiro de 1968 e sua ordenação sacerdotal aconteceu em sua terra natal, no dia 22 de julho de 2000 e em 21 de junho de 2017 foi nomeado bispo de Campo Maior, no Piauí
Em 9 de abril de 2025, foi transferido para a Diocese de Cajazeiras.

### Estudos
Em 1994 formou-se em filosofia, pelo Instituto Teológico e Pastoral, em 1999 formou-se no grau de bacharel em teologia pelo Instituto Teológico São Paulo e também é formado em jornalismo pela Universidade Católica de Pernambuco, curso que concluiu no ano de 2010.

### Comunicação social
Jornalista por formação acadêmica também já operou em  programas de rádio, entre os quais, o “Caminhos da Fé”, da Rádio Olinda, em Pernambuco e em revistas religiosas. Após sua nomeação episcopal, Dom Leonardo Steiner, bispo auxiliar de Brasília e Secretário-Geral da Conferência Nacional dos Bispos do Brasil em mensagem mencionou a experiência em comunicação social do bispo de Campo Maior:
| “ | Sua formação em Comunicação Social além de aproximá-lo bastante das necessidades do mundo marcado pela revolução tecnológica dos nossos dias, também o qualifica, de modo especial, para o múnus episcopal do ensino. Dom Leonardo Steiner, Secretário-Geral da CNBB. | ” |